# هدنة سالونيك

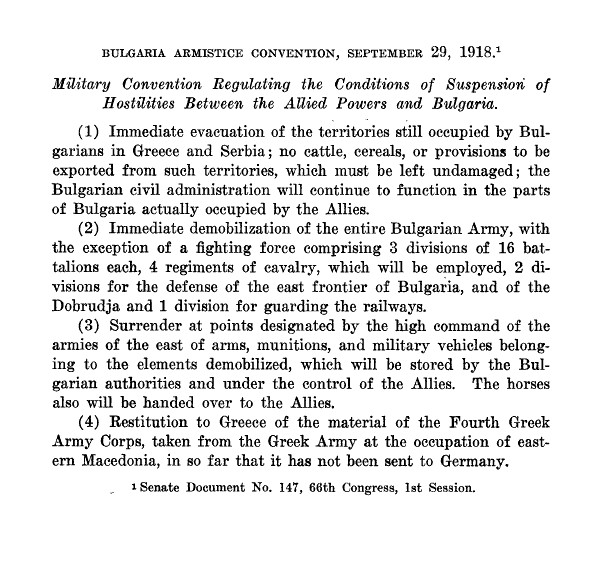
الشروط الرسمية للهدنة مع بلغاريا.

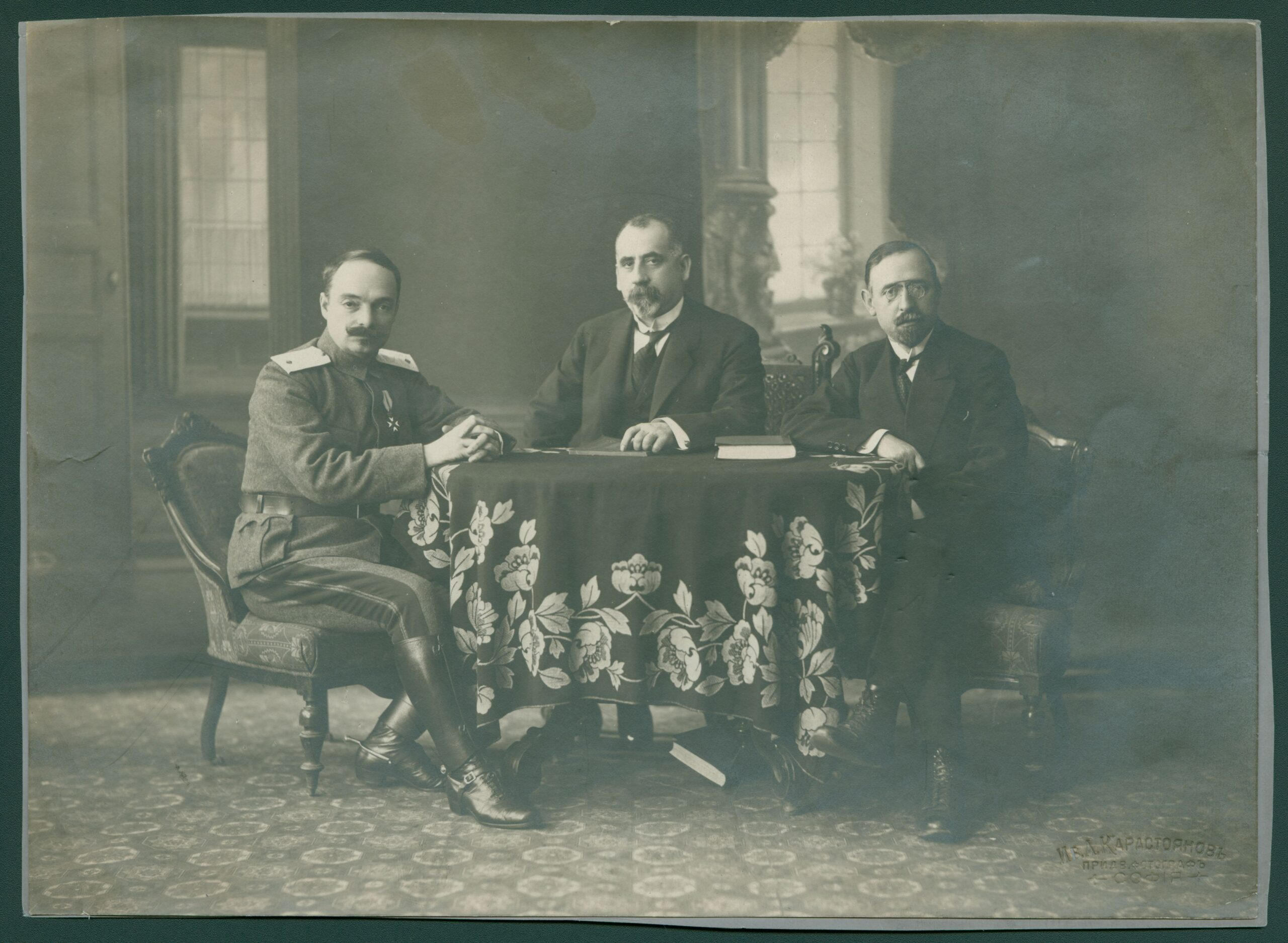
المندوبون البلغار: اللواء إيفان لوكوف وأندريه ليابشيف وسيميون راديف.

هدنة سالونيك (المعروفة أيضًا باسم هدنة تسالونيكي) هي الهدنة التي وُقّعت في الساعة 10:50 مساءً يوم 29 سبتمبر 1918 بين بلغاريا وقوات الحلفاء في المقر العام لجيش الحلفاء في الشرق بسالونيك. دخلت الهدنة حيز التنفيذ ظهر يوم 30 سبتمبر 1918.  وظلت الهدنة سارية المفعول حتى إبرام معاهدة نويي سور سين، وهي معاهدة السلام العامة النهائية، في نوفمبر 1919.
دخلت مملكة بلغاريا الحرب العالمية الأولى إلى جانب دول المحور في 14 أكتوبر 1915، حيث غزت واحتلت أجزاءً من صربيا. إلا أن القوات البلغارية واجهت هجوم فاردار الذي شنه الحلفاء في سبتمبر 1918، مما أدى إلى انهيار جزء من الجيش البلغاري، وتمرد علني للقوات التي أعلنت الجمهورية في رادومير. ثم طلبت الحكومة البلغارية وقف إطلاق النار في 24 سبتمبر. وتضمنت الشروط انسحاب القوات البلغارية من المناطق المحتلة وتسريح معظم الجيش البلغاري. 

## استسلام
أنهت الهدنة فعليًا مشاركة بلغاريا في الحرب العالمية الأولى إلى جانب دول المركز، ودخلت حيز التنفيذ على الجبهة البلغارية ظهر يوم 30 سبتمبر. ونظمت الهدنة تسريح القوات المسلحة البلغارية ونزع سلاحها.
وكان الموقعون على المعاهدة، نيابة عن الحلفاء، الجنرال الفرنسي لويس فرانشيت ديسبيري، قائد جيش الحلفاء في الشرق، ولجنة عينتها الحكومة البلغارية، والتي كانت تتألف من الجنرال إيفان لوكوف (عضو في مقر قيادة الجيش البلغاري)، وأندريه ليابشيف (عضو مجلس الوزراء)، وسيميون راديف (دبلوماسي).
وقد وصف الإمبراطور الألماني فيلهلم الثاني أهميتها في برقيته إلى القيصر البلغاري فرديناند الأول: "يا للعار! لقد قرر 62,000 صربي الحرب!"  
في 29 سبتمبر 1918، أبلغت القيادة العليا للجيش الألماني فيلهلم والمستشار الألماني الكونت جورج فون هيرتلنج أن الوضع العسكري الألماني ميؤوس منه.  في 14 أكتوبر 1918، طلبت الإمبراطورية النمساوية المجرية هدنة، وفي 15 أكتوبر 1918 أرسل الصدر الأعظم التركي أحمد عزت باشا الجنرال البريطاني الأسير تشارلز فير فيريرز تاونسند إلى الحلفاء لطلب شروط الهدنة.

## شروط
دعت الشروط إلى تسريح جميع الأنشطة العسكرية البلغارية فورًا. وأمرت بإجلاء الأراضي اليونانية والصربية المحتلة من قبل بلغاريا، ووضعت قيودًا على حجم التوظيف العسكري البلغاري، وألزمت بلغاريا بإعادة المعدات العسكرية التي أُخذت من الفيلق الرابع اليوناني خلال الاحتلال البلغاري لشرق مقدونيا عام 1916. وكان من المقرر أن تغادر القوات الألمانية والنمساوية-المجرية بلغاريا في غضون أربعة أسابيع. لم يكن من المقرر احتلال بلغاريا، وخاصة صوفيا، ولكن كان للحلفاء الحق في احتلال بعض النقاط الاستراتيجية مؤقتًا ونقل القوات إلى الأراضي البلغارية.
وفقًا للمادة الخامسة، كان من المقرر تسليم حوالي 150 ألف جندي بلغاري إلى الغرب من خط الزوال في سكوبيه إلى دول الوفاق كرهائن. 
كان الفرنسيون سيرسلون قواتهم إلى رومانيا، والبريطانيين واليونانيين إلى تركيا الأوروبية، التي كانت لا تزال في حالة حرب مع الحلفاء.
وظلت الهدنة سارية المفعول حتى إبرام معاهدة نويي سور سين، وهي معاهدة السلام العامة النهائية، في نوفمبر 1919.